# Immediate Music
Immediate Music je americká hudební společnost, jejíž činnost se zaměřuje na tvorbu podkresové hudby k filmovým upoutávkám a trailerům. Immediate Music založili v roce 1993 skladatelé a producenti Yoav Goren a Jeffrey Fayman a v současnosti je nejvyhledávanějším dodavatelem trailerové hudby ve Spojených státech. Společnost sídlí ve městě Santa Monica v Kalifornii a zaměstnává přes sedmdesát skladatelů. Na svém kontě má hudbu k tisícovkám upoutávek, včetně blockbusterů jako Piráti z Karibiku: Na konci světa, série X-Men, Indiana Jones a Království křišťálové lebky, Šifra mistra Leonarda, Superman se vrací apod.
Společnost vydala několik alb, na kterých publikovala určité univerzální melodie, ale ke konkrétním projektům většinou vytváří původní skladby.

## Konkurence
K zatím známé, konkurenci IM patří Audiomachine a Two Steps from Hell (Avatar; Letopisy Narnie: Lev, čarodějnice a skříň; Letopisy Narnie: Princ Kaspian a Letopisy Narnie: Plavba Jitřního poutníka; Wall-E, Star Trek nebo sága Stmívání a pod.)